# Boțești (Vaslui)
Boțești is een Roemeense gemeente in het district Vaslui.
Boțești telt 2188 inwoners.